# انیرین هیوز
انیرین هیوز (انگلیسی: Aneirin Hughes؛ زادهٔ ۸ مهٔ ۱۹۵۸) بازیگر و خواننده اهل بریتانیا است. وی از سال ۱۹۹۴ میلادی تاکنون مشغول فعالیت بوده‌است. از فیلم‌های او می‌توان بهترفند اشاره کرد.